# Johnny Weissmuller Jr.
Johnny Weissmuller Jr. (auch Janos Weiszmüller, János „Johnny“ Weissmuller, Johnny Weissmüller oder Johnny Weismüller; * 23. September 1940 in San Francisco; † 27. Juli 2006 ebenda) war ein US-amerikanischer Schauspieler und Autor.

## Familie
Johnny Weissmuller Jr. war der Sohn des Schwimmers, fünfmaligen Olympiasiegers und Tarzan-Darstellers Johnny Weissmüller (1904–1984) sowie dessen dritter Ehefrau Beryl Scott Weissmuller (1916–1991). Er hatte eine Schwester, Heidi Elizabeth Weissmuller Hauso (1943–1962), und eine Halbschwester, Lisa Weissmuller Gallagher (1940–2007).

## Leben und Werk
Weissmullers Eltern waren wegen eines Engagements des Vaters bei Billy Rose’s Aquacade 1940 nach San Francisco gezogen, einer Wasserballett-Show anlässlich der Weltausstellung Golden Gate International Exposition. Nach der Scheidung seiner Eltern lebte Weissmuller zunächst bei seiner Mutter in Hollywood, wo er innerhalb der Prominentengemeinde aufwuchs. Seine Nachbarn waren Joan Crawford und Red Skelton; die Villa von William Randolph Hearst war ihm ein zweites Zuhause. Sein bester Freund (und später Trauzeuge bei seiner ersten Hochzeit) war Ryan O’Neal. Julie London und Bobby Troup gaben ihm Unterricht im Bongo-Trommeln, bei einer anderen Gelegenheit spielte er das Instrument mit James Dean.
Er besuchte die Paul Revere Junior High School, kurzfristig die Harvard-Westlake School (Militärakademie) und darauf die University High School. In seinem letzten High-School-Jahr zog er zu seinem Vater in Cheviot Hills (einem Stadtteil im Westen von Los Angeles), wo er die Alexander Hamilton High School besuchte, an der er Stadtmeister im Schwimmen wurde. Er spielte vorübergehend Basketball, nahm das Schwimmen aber wieder auf und erzielte im Team des Santa Monica Colleges Erfolge, woraufhin er Schwimmstipendien der University of California (UCLA) und der University of Southern California (USC) erhielt und an Wettkämpfen teilnahm. Er diente in der United States Navy, für die er im Underwater Demolition Team (UDT-11) von San Diego Unterwassersprengungen durchführte. Darauf gründete er mit seinem Partner Jerry Thompson ein Unternehmen namens Sausalito Underwater Search; das Geschäft lief jedoch schleppend.
Durch Vermittlung von Freunden seines Vaters, wie den Schauspielern Paul Stader und Harold „Stubby“ Kruger, erhielt er Ende der 1950er und Anfang der 1960er Jahre Aufträge als Stuntman. Er wirkte in mehreren Western-Fernsehserien mit, darunter Rauchende Colts, Lawman, Sugarfoot, Death Valley Days und Wagon Train. 1957 war Weissmuller Jr. der Gewerkschaft Screen Actors Guild beigetreten, in der er für vierzehn Jahre dem Exekutivrat des Minderheitenausschusses angehörte. Mit seiner Körpergröße von zwei Metern und einem Gewicht von 90 kg fiel es Weissmuller Jr. jedoch schwer, in der Filmindustrie Hollywoods an Erfolgsrollen zu gelangen. Viele Schauspieler wollten nicht zusammen mit ihm auftreten, sodass ihm oft nur Rollen als Leiche oder Kreatur blieben. Er bewarb sich für die Rolle des Tarzan in der gleichnamigen Fernsehserie von 1966, die allerdings zu seiner großen Enttäuschung mit Ron Ely besetzt wurde.
Weissmuller Jr. zog 1973 zurück nach San Francisco, wo er sich als Hafenarbeiter verdingte. Er blieb daneben weiter als Schauspieler und Stuntman tätig und wirkte in Produktionen mit, wie THX 1138 (1971), Is’ was, Doc? (1972), American Graffiti (1973), Calahan (1973), Die Killer-Elite (1975) und Die Straßen von San Francisco (drei Episoden, 1974 und 1977). In San Francisco hatte Weissmuller Jr. zudem Bühnenengagements; wovon das längste die Rolle des Häuptlings Bromden in dem Theaterstück Einer flog über das Kuckucksnest am Little Fox Theater war. Daneben betrieb er als Mitglied von Yachtclubs in San Francisco, Hawaii und Acapulco Segelsport und nahm an mehreren Transpac 52-Regatten von Kalifornien nach Hawaii teil.
In den Dokumentarfilmen Bald: The Making of ‘THX 1138’ (1971), Investigating Tarzan (1997), In Search of Tarzan with Jonathan Ross (1998), Tarzan: Silver Screen King of the Jungle (2004) und Der einzig wahre Tarzan (2004) wirkte auch Weissmuller Jr. mit. 2002 veröffentlichte er sein Buch mit dem Titel Tarzan, My Father, eine Biografie seines Vaters. 2005 beendete er seine Tätigkeit als Hafenarbeiter und begann mit einem neuen Buch, das die Arbeit in den Docks der San Francisco Bay Area beschreiben sollte. Im folgenden Jahr starb Johnny Weissmuller Jr. im Alter von 65 Jahren an Leberkrebs. Er hinterließ seine Ehefrau Diane Weissmuller, mit der er fast 30 Jahre verheiratet war, sowie seine Tochter Heidi und seine Stiefsöhne Chad und David. Seine Asche wurde im mexikanischen Acapulco verstreut.

## Filmografie
- 1958: Andy Hardy Comes Home
- 1971: THX 1138
- 1973: American Graffiti
- 1973: Calahan (Magnum Force)
- 1975: Tarzoon: Schande des Dschungels (Tarzoon, la honte de la jungle, Synchronsprecher Tarzoon)
- 1975: Die Killer-Elite (The Killer Elite)
- 1984: Massive Retaliation
- 1985: Kampf um Endor (Ewoks: The Battle for Endor)
- 1988: Wildfire
- 2006: G.I. Jesus

## Veröffentlichungen
- Mit William Reed und W. Craig Reed: Tarzan, My Father. ECW Press, Toronto 2002, ISBN 978-1-55022-522-8.

## Rezeption
Weissmullers Ehefrau Diana wurde in einem Nachruf zitiert: „Er war wirklich ein Draufgänger, er konnte einen Raum gut ausfüllen.“ Im Gegensatz zu manchen Kindern von Filmstars habe ihr Mann nicht im Schatten seines Vaters gelebt. „Er schätzte seinen Vater sehr, aber in mancher Hinsicht war seine eigene Karriere vielseitiger, und ich glaube, er war in vielerlei Hinsicht ein fürsorglicherer und großzügigerer Mann. Er wollte nie Aufmerksamkeit, was einer der Gründe war, warum er sich in San Francisco mehr zuhause fühlte als in Los Angeles.“